# Werner Prieß
Werner Prieß (* 1918; † Dezember 1990) war ein deutscher Boxtrainer.

## Leben
Prieß, der selbst Boxkämpfe bestritt, war lange Boxtrainer beim Hamburger Verein HBC Heros und beim Hamburger Boxverband.
Zu den Boxern, die Prieß ausbildete beziehungsweise betreute, gehörten deutsche Meister wie Uwe Seemann, Albert Westphal, Raymar Reimers, Horst Schippers, Fritz Oldenburg, Uwe Janssen, Holger Frahm, Wolfgang Schwarz, Olympiasieger Dieter Kottysch und Europameister Jürgen Blin. Prieß galt als einer „der erfolgreichsten deutschen Box-Trainer“. Prieß starb kurz vor seinem 72. Geburtstag und wurde in Buchholz beigesetzt.